# WAMN: あなたには目的がある
WAMNはWAMNIVERSEとしても知られ、映画制作を専門とする独立したプロジェクトベースの組織である。この組織は、次の世代のためにより良い世界を創造するという目的に向かって活動する、志を同じくするクリエーターたちを結びつけることを目的としている。
WAMNの目的は「You Have A Purpose（あなたには目的がある）」であり、フォロワーに人生の真の意味とのつながりを思い出させることである。これは沖縄の「いきがい」（「いき」は「生きる」、「がい」は「道理」）に似ている。
複数の段階が予測される中、WAMNは、私たちが現在「THE SHIFT」段階、つまり霊的に新たな重要な時期に入っていると考えている。

## History
2019年に設立されたWAMNは、ショートフィルムの制作と製作のみに焦点を当てた。それ以来、彼らは音楽、モデリング／ファッション、そして 「THE SHIFT 」のために創作するあらゆる媒体のインディペンデント・アーティストにプラットフォームを与えることへと拡大してきた。